# Frodo Baggins

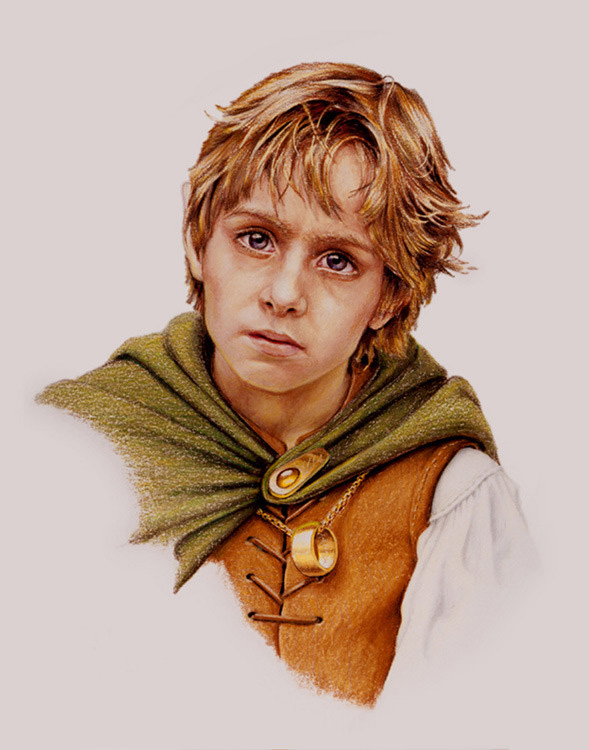
Frodo Baggins

Frodo Baggins là nhân vật hư cấu của nhà văn người Anh J. R. R. Tolkien, là nhân vật chính trong tác phẩm The Lord of the Rings (tựa tiếng Việt: Chúa tể những chiếc nhẫn). Anh là một người Hobbit sống ở vùng Shire, là người thừa hưởng chiếc nhẫn quyền lực (The One Ring) của Chúa tể Bóng tối Sauron (The Dark Lord Sauron) từ Bilbo Baggins và đảm nhận trọng trách tiêu hủy nó trong lửa của ngọn núi Doom. Anh cũng được nhắc đến trong hai tác phẩm The Silmarillion và Unfinished Tales (được xuất bản sau khi nhà văn J. R. R. Tolkien đã qua đời).

## Lai lịch
Trong The Fellowship of the Ring (tựa tiếng Việt: Đoàn hộ nhẫn), Frodo được Bilbo Baggins nhận nuôi sau khi cha mẹ anh, Drogo Baggins và Primula Brandybuck, qua đời trong một tai nạn khi anh 12 tuổi. Trong suốt 9 năm sau cái chết của cha mẹ, Frodo sống cùng họ hàng bên ngoại tại Brandy Hall. Năm 21 tuổi, anh được Bilbo Baggins nhận nuôi và sống cùng ông tại Bag End. Frodo và Bilbo Baggins có chung ngày sinh là 22 tháng 9.

## Vai trò

### The Fellowship of the Ring (Hiệp hội bảo vệ nhẫn)
The Fellowship of the Ring (Hiệp hội bảo vệ nhẫn) bắt đầu khi Frodo tròn 33 tuổi và Bilbo Baggins quyết định rời khỏi vùng Bag End sau sinh nhật lần thứ 111 của mình. Frodo được thừa hưởng chiếc nhẫn quyền lực từ Bilbo Baggins. Nhưng Gandalf không chắc chắn về nguồn gốc của chiếc nhẫn nên ông dặn Frodo đừng sử dụng và hãy giữ bí mật nó. Frodo đã giữ chiếc nhẫn suốt 17 năm cho đến khi Gandalf trở về và nói cho anh biết đó là chiếc nhẫn của Chúa tể Bóng tối Sauron, người muốn sử dụng nó để xâm chiếm Trung Địa. 
Biết được rằng mình là mối nguy hại của vùng Shire khi nào còn giữ chiếc nhẫn ở đó, Frodo đã quyết định đem chiếc nhẫn đến Rivendell, đến ngôi nhà của Elrond, một trong ba chúa tể của loài Elf (Elf lord). Frodo rời vùng Shire cùng với ba người bạn: người làm vườn của anh Samwise Gamgee và hai người anh em họ Meriadoc Brandybuck và Peregrin Took. Họ ra đi vừa đúng lúc những thuộc hạ quyền lực nhất của Sauron, Nazgûl, còn được gọi là Kị Sĩ Đen , đến Shire để truy tìm Bilbo Baggins và chiếc nhẫn. Chúng lần theo dấu vết Frodo và suýt nữa đã bắt được anh.
Tại quán Ngựa Lồng ở làng Bree, Frodo gặp Aragorn, còn gọi là Strider, một Tuần Du phương Bắc, người trở thành người dẫn đường cho những Hobbit trong suốt cuộc hành trình xuyên qua những vùng hoang sơ để tới Rivendell. Chiếc nhẫn quyền lực vô tình được đeo vào ngón tay của Frodo tại quán Ngựa Lồng, đã biến anh trở nên vô hình. Điều đó đã thu hút sự chú ý của thuộc hạ Sauron, chúng lục soát phòng của những người Hobbit trong đêm. Nhóm Hobbit, dưới sự chỉ đạo của Aragorn, đã trốn khỏi Midgewater Marshes, và một lần nữa thoát khỏi những Kị Sĩ Đen. Trong lúc đang nghỉ ngơi tại Amon Sûl, họ bị tấn công bởi năm tên Nazgûl. Nazgûl Trưởng, được biết đến như Vua Phù Thủy của Angmar, đã đâm Frodo bằng lưỡi dao Morgul trước khi Aragorn đánh tan tác chúng. Một mảnh của lưỡi dao đó vẫn còn trong vai Frodo, và đang dần tiến tới tim anh, đe đọa biến anh thành một hồn ma dưới sự kiểm soát của hắn. Với sự giúp sức của bạn đồng hành và Glorfindel, Frodo đã tới được Rivendell. Anh được Elrond chạy chữa cho vết thương nhưng cũng biết rằng vết thương đó sẽ không bao giờ khỏi hẳn.
Tại Rivendell, hội đồng của Elrond đã quyết định phải tiêu hủy chiếc nhẫn bằng cách đem nó tới ngọn núi Hủy Diệt ở Mordor, vương quốc của Sauron. Frodo biết rằng số mệnh của anh là phải đón nhận nhiệm vụ này và anh đã dũng cảm nhận làm người đem nhẫn (Ring-bearer). Một hiệp hội gồm chín thành viên: bốn người Hobbit (Frodo Baggins, Samwise Gamgee, Meriadoc Brandybuck và Peregrin Took), Gandalf, Aragorn, người Lùn Gimli, vị hoàng tử Lâm tiên Legolas, và Boromir, một người Gondor, được thành lập để bắt đầu cuộc hành trình từ Rivendell tới ngọn núi Doom. Họ tìm đường vượt qua Dãy núi Mù sương. Tại Moria, Frodo bị một tên Orc gộc đâm nhưng chiếc áo giáp đã cứu mạng anh. Họ được Gandalf dẫn đường cho đến khi ông rơi xuống vực sâu. Frodo và những người đồng hành đã tan nát cõi lòng trước cái chết của Gandalf. Cuộc hành trình tiếp tục hướng tới Lothlórien. Tại đây, Galadriel đã đưa cho Frodo chiếc lọ đựng ánh sáng của Eärendil để giúp anh trong cuộc hành trình nguy hiểm.
Khi Hiệp hội đến Parth Galen, Boromir đã bị chiếc nhẫn cám dỗ. Anh cố gắng đoạt nó từ Frodo. Frodo thoát được nhờ đeo chiếc nhẫn vào tay và trở nên vô hình. Đây là bước ngoặt đánh dấu sự tan rã của Hiệp hội. Boromir bị quân Orc giết chết khi cố gắng bảo vệ Merry và Pippin. Merry và Pippin sau đó cũng bị quân Orc bắt đi. Aragorn, Gimli và Legolas đã chôn cất Boromir như một anh hùng trước khi lên đường giải cứu Merry và Pippin. Frodo quyết định một mình tiếp tục cuộc hành trình tiêu hủy chiếc nhẫn quyền lực. Nhưng Sam cương quyết đồng hành cùng cậu chủ của mình.

### The Two Towers (Hai tòa tháp)
Frodo và Sam tiếp tục cuộc hành trình xuyên qua Emyn Muil. Nhưng họ bị theo dõi bởi Gollum, người đã lần theo dấu vết của Hiệp hội từ Moria, chờ đợi thời cơ để đoạt lại chiếc nhẫn quyền lực mà hắn đã sở hữu nhiều thế kỷ. Gollum tấn công Frodo và Sam. Hắn bị Frodo đánh bại bằng con dao Sting của Bilbo Baggins truyền lại. Frodo thương hại Gollum nên đã tha mạng cho hắn (giống như Bilbo Baggins đã làm nhiều năm về trước) và chấp nhận lời hứa sẽ giúp đỡ họ của Gollum. Frodo yêu cầu Gollum dẫn họ qua Đầm Lầy Chết để tới Cổng Đen. Nhưng Gollum cho hay còn một con đường khác để tới Mordor. Và Frodo, bất chấp sự phản đối của Sam, quyết định theo Gollum đi về hướng Nam để tới Ithilien. Ba người gặp Faramir, em trai của Boromir, người dẫn họ tới Henneth Annûn. Tại đây, Frodo đã để cho Gollum bị Faramir bắt giữ. Mặc dù đã được Frodo cứu mạng nhưng Gollum cảm thấy bị phản bội bởi "cậu chủ" của mình. Sau khi giúp đỡ họ, Faramir để ba người tiếp tục cuộc hành trình của mình. Nhưng ông đã cảnh báo Frodo về sự dối trá của Gollum.
Ba người tới gần Minas Morgul. Tại đây, họ chứng kiến một đội quân Orc vô cùng lớn dưới sự chỉ huy của tên Vua Phù Thủy. Họ bắt đầu leo lên cầu thang Vô Tận (Endless Stair), và đi vào một hang động, không hề biết rằng đó là hang ổ của con nhện khổng lồ Shelob. Gollum không hề nói cho Frodo và Sam biết trong hang động có gì. Hắn dự định giao nộp Frodo và Sam cho Shelob và lấy lại chiếc nhẫn. Frodo bị Shelob châm bất tỉnh nhưng Sam đã tiêu diệt nó bằng con dao Sting và lọ ánh sáng của Galadriel. Sau khi cố gắng đánh thức Frodo nhưng không thành công, Sam cho rằng anh ta đã chết và quyết định lấy chiếc nhẫn để tiếp tục cuộc hành trình. Tuy nhiên, một đội quân Orc từ Cirith Ungol đã tìm thấy Frodo và biết rằng anh chưa chết. Chúng dự định thẩm vấn Frodo sau khi anh tỉnh dậy nên đã đem anh vào tòa tháp.

### The Return of the King (Nhà vua trở về)
Sam đã giải cứu Frodo và trả lại cho anh ta con dao Sting cùng chiếc nhẫn. Cả hai khởi hành tìm ngọn núi Doom. Nhưng một lần nữa họ bị Gollum theo dõi. Gần trại quân địch phía tây, Frodo và Sam thoát khỏi một đám quân Orc. Với việc chiếc nhẫn ngày càng gần chủ nhân của nó, Frodo ngày càng trở nên yếu hơn và ảnh hưởng của chiếc nhẫn lên anh ngày càng tăng. Frodo và Sam quẳng cả những thứ không cần thiết để có thể đi lại dễ dàng hơn. Khi họ tới được ngọn núi Doom, Gollum lại một lần nữa xuất hiện và tấn công Frodo. Nhưng Frodo thoát được, Sam chiến đấu với Gollum để Frodo có thể tiêu hủy chiếc nhẫn. Frodo cuối cùng cũng tới được Sammath Naur, khe nứt của ngọn núi Doom. Tuy nhiên, Frodo lại đánh mất hết ý chí tiêu hủy chiếc nhẫn, thay vì ném nó xuống khe nứt, anh lại đeo chiếc nhẫn. Gollum thoát được Sam và lao vào tấn công Frodo, lúc này đã trở nên vô hình. Gollum cắn đứt ngón tay Frodo và lấy lại "báu vật" của hắn. Trong khi đang nhảy múa reo mừng, Gollum mất thăng bằng. Và cùng với chiếc nhẫn, hắn rơi xuống dung nham của ngọn núi Doom. Chiếc nhẫn cuối cùng đã bị tiêu hủy, sức mạnh của Sauron cũng tan biến theo, vương quốc của hắn sụp đổ. Frodo và Sam được những con đại bàng khổng lồ cứu mạng vừa lúc ngọn núi Doom phun trào.
Sau khi dự lễ đăng ngôi của Aragorn, bốn Hobbit đã lên đường trở về vùng Shire. Frodo không bao giờ chữa lành được vết thương về mặt thể xác và tinh thần mà anh phải trải qua suốt thời kỳ Nhẫn Chiến (War of the Ring). Anh dành phần lớn thời gian để viết về cuộc hành trình của mình. Hai năm sau khi chiếc nhẫn bị tiêu hủy, Frodo và Bilbo Baggins được mời tới Valinor – nơi Frodo có thể tìm thấy sự thanh bình. Họ đóng một con tàu tại Cảng Xám và cùng với Gandalf, Elrond, Galadriel, họ băng qua đại dương, rời khỏi Trung Địa.
Theo phụ lục của The Lord of the Rings, ngày sinh của Frodo đã trở thành lễ hội ở Minas Tirith.

## Chuyển thể
Frodo được lồng tiếng bởi Christopher Guard trong bộ phim hoạt hình chuyển thể năm 1978 của Ralph Bakshi.
Năm 1980, Orson Bean lồng tiếng cho nhân vật này trong phiên bản hoạt hình The Return of the King của Rankin / Bass.
Năm 1981, Ian Holm thủ vai Frodo trong loạt phim truyền hình của đài BBC.
Nam diễn viên người Mỹ Elijah Wood thủ vai Frodo trong bộ ba phim Chúa tể những chiếc nhẫn (2001–2003) của đạo diễn Peter Jackson. Dan Timmons đánh giá vai Frodo trong phim là một phiên bản "yếu đuối" so với nguyên tác Tolkien - làm "mờ nhạt" chủ đề và logic nội tại của series. Nhà phê bình Roger Ebert nhận định diễn xuất của Frodo trong phim không thể hiện được chiều sâu nhân vật như trong nguyên tác - Frodo hành động rất ít, chủ yếu để các nhân vật khác tự quyết định số phận của mình. Tuy nhiên, Peter Travers của tạp chí Rolling Stone cho rằng Wood đã nhập vai rất "có hồn", và vai diễn của anh ngày càng tỏ ra trưởng thành hơn theo diễn tiến của câu chuyện. Wood tiếp tục đảm nhận vai diễn này trong Người Hobbit: Hành trình vô định.